# Amand von Schweiger-Lerchenfeld
Amand Freiherr von Schweiger-Lerchenfeld (ur. 17 maja 1846 w Wiedniu, zm. 24 sierpnia 1910 tamże) – austriacki oficer, pisarz i podróżnik.
Uczęszczał do akademii wojskowej w Marburgu, następnie do Terezjańskiej Akademii Wojskowej. W 1866 roku brał udział w Bitwie pod Custozą. W 1867 był podporucznikiem w Pułku Piechoty Nr 17, który wówczas stacjonował w Bolzano.
Od 1871 poświęcił się pisaniu i podróżowaniu.
Publikował w magazynie Stein der Weisen gdzie od 1889 pracował jako redaktor.

## Wybrane dzieła
- Unter dem Halbmond. (1876)
- Armenien. (1878)
- Bosnien. (1879)
- Arabische Landschaften. (1879)
- Das Frauenleben der Erde. (1881)
- Der Orient. (1882)
- Abbazia: Idylle von der Adria. (1883)
- Das eiserne Jahrhundert. (1884)
- Von Ocean zu Ocean. (1885)
- Im Kreislauf der Zeit. (1885)
- Afrika. (1886)
- Die Araber der Gegenwart. (1885)
- Aus unsern Sommerfrischen. (1886)
- Zwischen Donau und Kaukasus. (1886)
- Führer an den italienischen Alpenseen und an der Riviera. (1888)
- Führer durch Griechenland. (1890)
- Das neue Buch der Natur. (1891–92)
- Die Donau. (1895)
- Das Buch der Experimente. (1896)
- Atlas der Himmelskunde. (1897)
- Im Lande der Cyklopen. (1899)